# Dursztyn

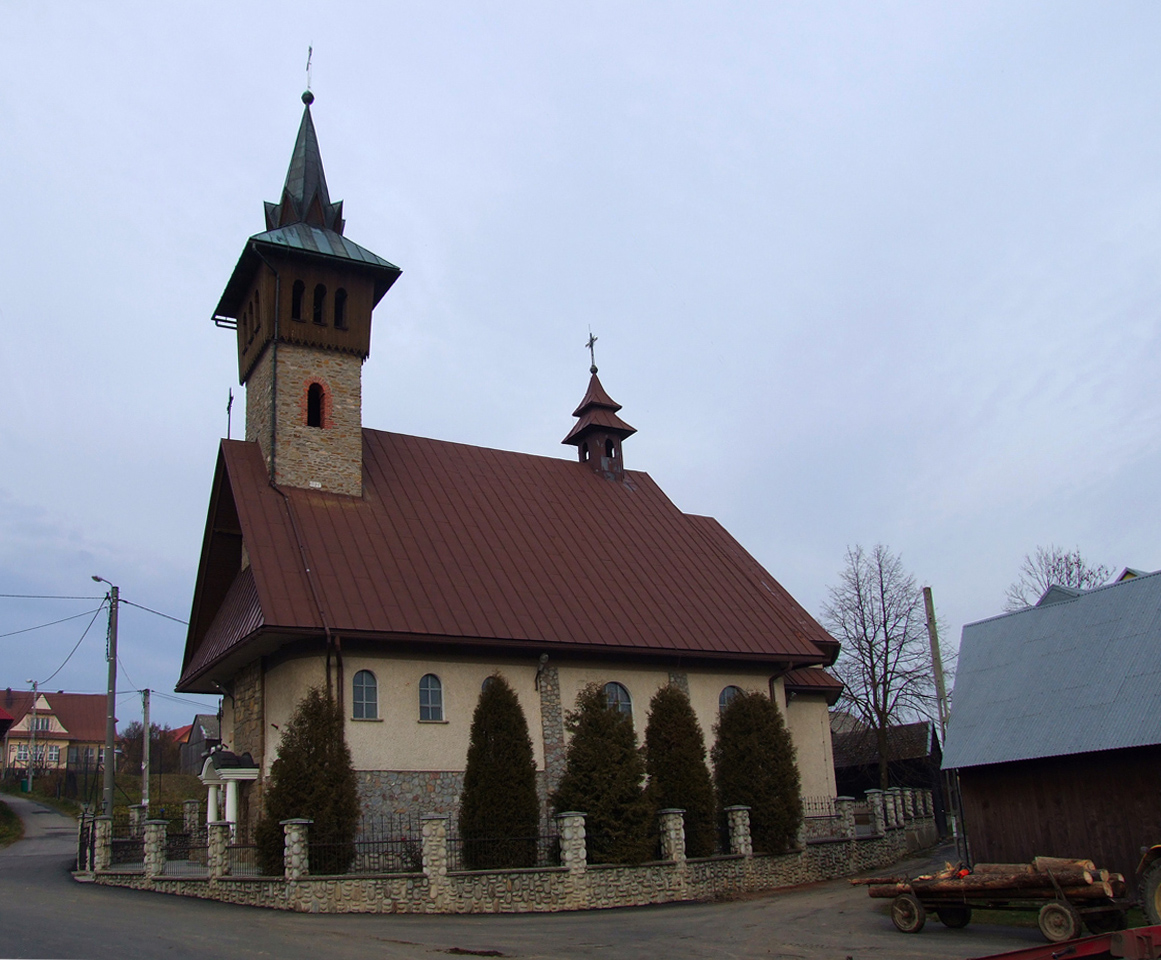
Kirche

Dursztyn (slowakisch Durštín, ungarisch Dercsény, deutsch Dürrenstein, Durstin oder Dürrstein) ist eine Ortschaft mit einem Schulzenamt der Landgemeinde Nowy Targ im Powiat Nowotarski der Woiwodschaft Kleinpolen in Polen.

## Geographie
Der Ort liegt unter dem Berg Żar (883 m) in den Pieninen.

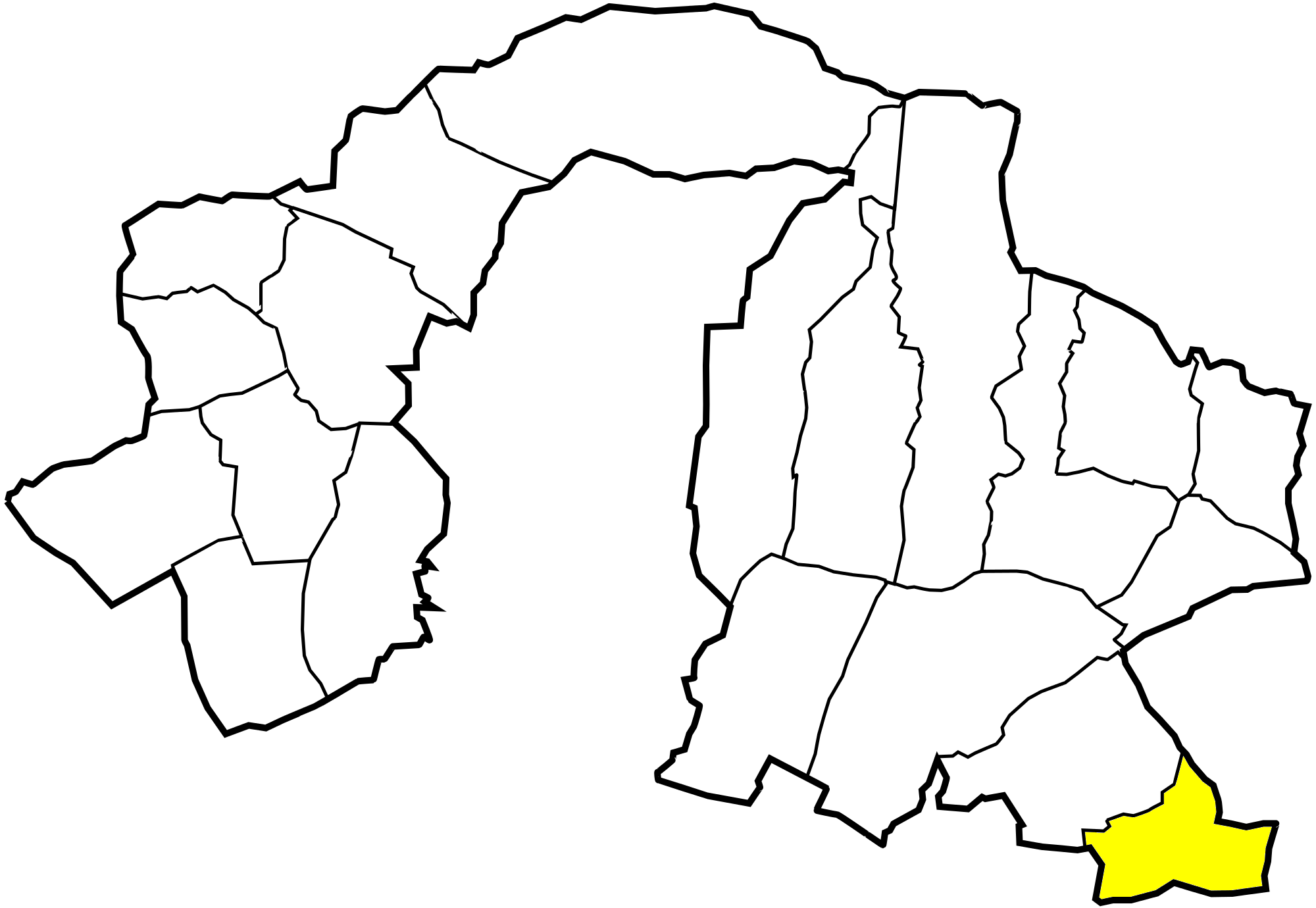
Lage des Dorfs in der Gemeinde
Karte der Polnischen Zips

## Geschichte
Dursztyn ist eines der 14 Dörfer in der Polnischen Zips.
Der Ort wurde im Jahre 1317 als Durst erstmals urkundlich erwähnt. Im Jahre 1589 verkaufte Olbracht Łaski die Vorwerke Durchstein et mali Durchstein an János (Georg) Horváth.
Im Jahre 1751 besuchte Jakob Buchholtz  mit anderen Gelehrten aus Wien das Dorf, und dann 1805 zweimal Stanisław Staszic, 1848 auch Teodor Tripplin. Im 19. Jahrhundert wurde Slowakisch die Sprache der Kirche und der Schule, aber die lokalen Goralen sprachen Goralisch, einen polnischstämmigen Dialekt, der in den ungarischen Volkszählungen im Gegensatz zu den goralischen Dörfern der Arwa immer als Slowakisch betrachtet wurde.
In den Jahren 1896–1903 wurde die erste Kirche gebaut, umgebaut 1983–1989.
1918, nach dem Ende des Ersten Weltkriegs und dem Zusammenbruch der k.u.k. Monarchie, wurde das Dorf Teil der neu entstandenen Tschechoslowakei. In Folge der Tschechoslowakisch-polnischen Grenzkonflikte im Zips-Gebiet wurde der Ort 1920 der Zweiten Polnischen Republik zugesprochen. Zwischen den Jahren 1920 und 1925 gehörte er zum Powiat Spisko–Orawski, ab 1. Juli 1925 zum Powiat Nowotarski. Im Jahre 1921 hatte die Gemeinde 42 Häuser mit 219 Einwohnern, davon alle Polen, 210 römisch-katholische, 9 israelitische.
Von 1939 bis 1945 wurde das Dorf ein Teil des Slowakischen Staates.
Von 1975 bis 1998 gehörte Dursztyn zur Woiwodschaft Nowy Sącz.
In den Jahren 1994–1998 wurde das Franziskanerkloster gebaut, an Stelle des Klosters aus 1933. Im Jahre 1993 wurde die Pfarrei errichtet.